# Apollonia von Alexandria

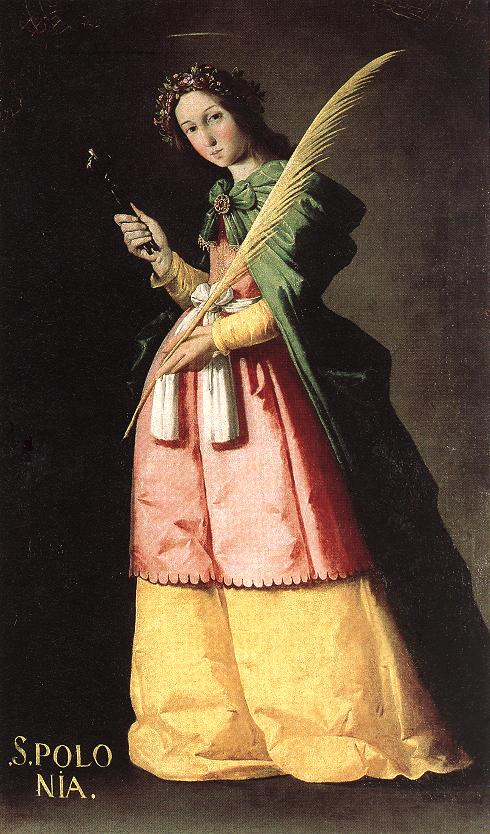
Die heilige Apollonia, Gemälde von Francisco de Zurbarán (ca. 1631)

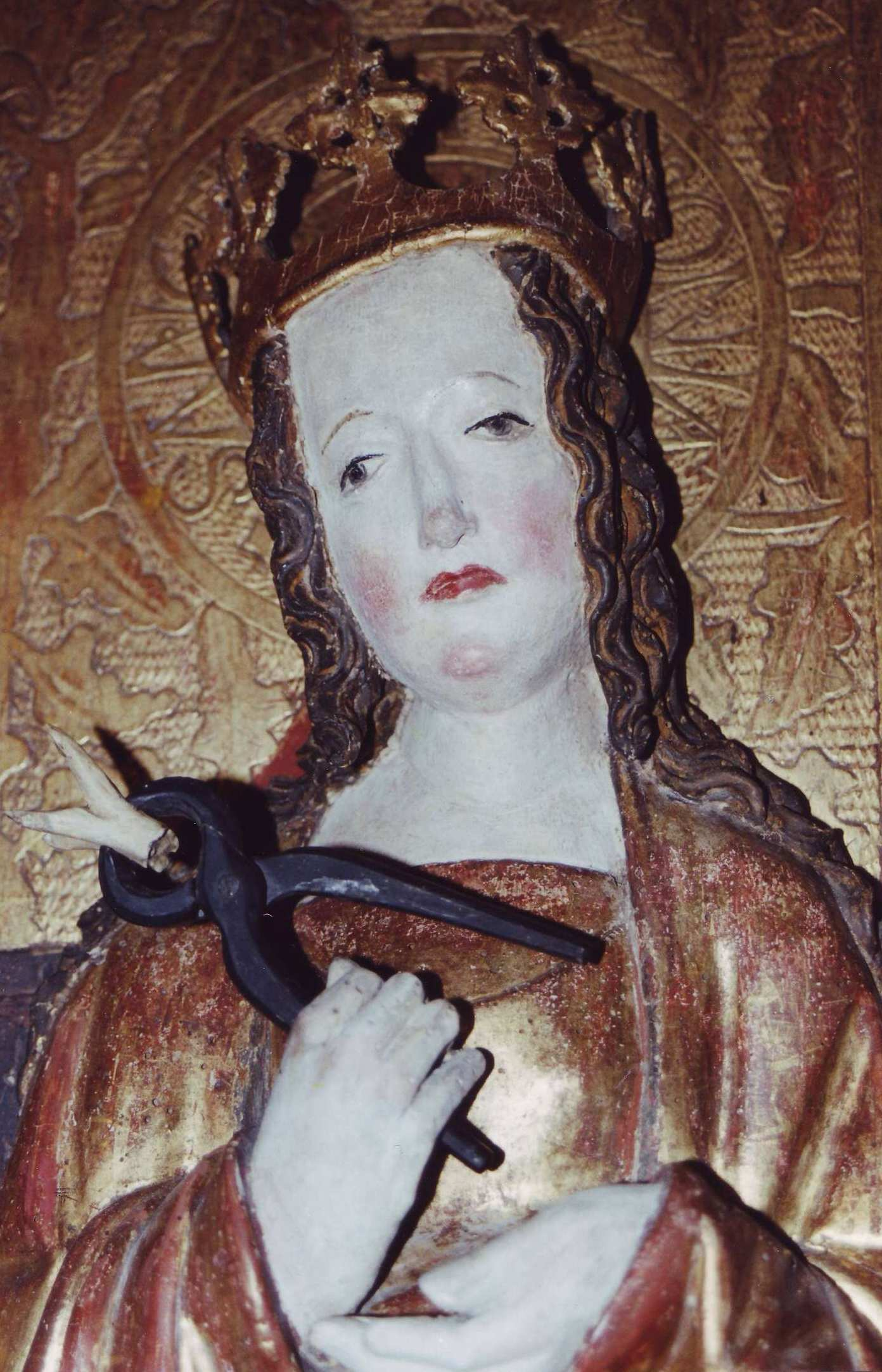
Spätgotische Altarfigur der heiligen Apollonia aus Rossau (Sachsen)

Apollonia von Alexandria, lebte im 3. Jahrhundert in Alexandria in Ägypten. Sie starb wahrscheinlich um 249 als Jungfrau und Märtyrin. Ihr Gedenktag in der katholischen und den orthodoxen Kirchen ist der 9. Februar. 

## Leben
Aus einem dem Bischof Dionysius von Alexandria zugeschriebenen Brief an seinen Amtsbruder Fabius von Antiochia geht hervor, dass die geweihte Jungfrau Apollonia während der Christenverfolgungen unter Decius verschleppt wurde. Man schlug ihr die Zähne aus und drohte, sie lebendig zu verbrennen, falls sie ihren Glauben nicht verleugne. Darauf sei sie in einen von ihr selbst aufgeschichteten und entzündeten Scheiterhaufen gesprungen. Die Kirchenväter Ambrosius und Augustinus beschäftigten sich später mit der Frage, ob dies als Martyrium oder aber als Selbstmord gelte.
Nach einer anderen Überlieferung sei Apollonia eine Königstochter gewesen, die auf Befehl ihres Vaters gemartert wurde. Eine dritte Tradition sieht Apollonia als Schwester des heiligen Diakons Laurentius. Sie zog nach Ägypten, wo sie unter Decius das Martyrium erlitt. Ihr Grab wird auf dem Berg Tabor oder auch dem Sinai vermutet.
Die Anfänge der Verehrung der heiligen Apollonia liegen im Dunkeln. Ihr Name taucht im 9. Jahrhundert in verschiedenen Martyrologien auf. Sie ist in den Erweiterungen des Florus zum Martyrologium Bedas des Ehrwürdigen am 20. Februar verzeichnet und im Martyrologium Ados von Vienne am 9. Februar. Dieser ging als Gedenktag ins Martyrologium Romanum ein. Der Überlieferung, die sie als Schwester des hl. Laurentius sieht zufolge, wurde die hl. Apollonia in manchen Stundenbüchern gemeinsam mit diesem aufgeführt.

## Verehrung

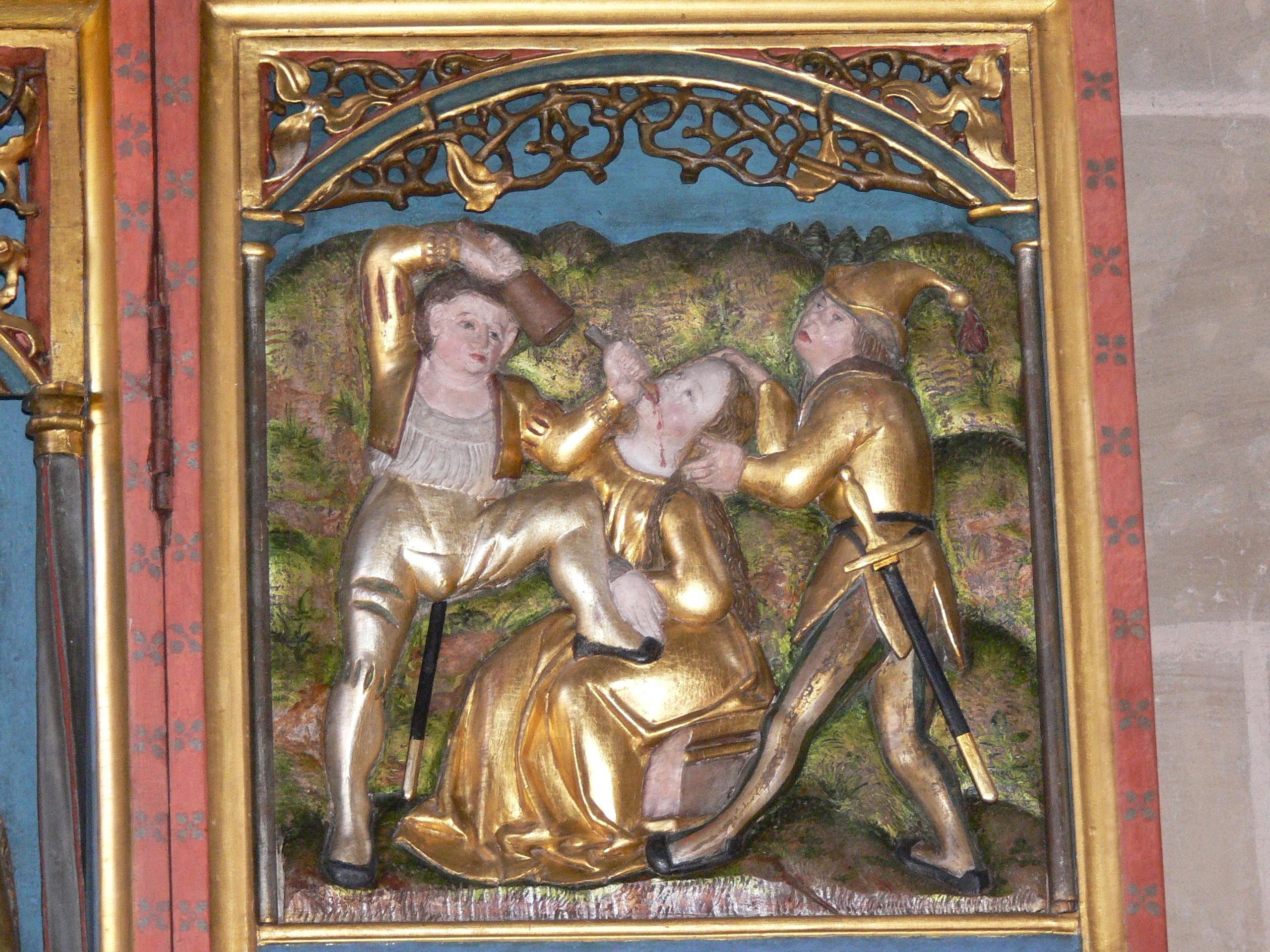
Das Martyrium der heiligen Apollonia (11000-Jungfrauen-Altar im Heilsbronner Münster)

Zahlreiche Kirchen und Kapellen sind der Heiligen Apollonia gewidmet.
Die heilige Apollonia wird meist als Jungfrau mit den Attributen des Martyriums dargestellt: Märtyrerpalme, Krone oder Lorbeerkranz, Zange oder Zähne. Wegen der Art ihres Martyriums wird sie bei Zahnschmerzen und -leiden angerufen und ist auch Schutzpatronin der Zahnärzte. Da die Heilige bei Zahnschmerz angerufen wird, nannte man auch auf Ketten aufgereihte Samen der Gemeinen Pfingstrose, die man zahnenden Kleinkindern zum Kauen gab, „Apolloniakörner“.

## Bauernregeln
Zum Gedenktag der hl. Apollonia gilt eine Bauernregel: „Ist’s zu Apollonia feucht, der Winter sehr spät entfleucht.“